# Монолитный пенобетон
Монолитный пенобетон — ячеистый бетон, изготовленный на основе портландцементов, других вяжущих и пенообразователя, а также, при необходимости, минеральных и полимерных наполнителей и добавок, с использованием мобильных установок.

## Получение монолитного пенобетона
Монолитный пенобетон получают на основе портландцемента, воды и пены. Пена получается с применением органического или синтетического пенообразователя. Монолитный пенобетон заливается в несъёмную опалубку или другие ограждающие конструкции непосредственно на стройплощадке при помощи мобильных установок.

## Применение монолитного пенобетона
Монолитный пенобетон это долговечный негорючий теплоизоляционный материал. Он находит применение в следующих областях:
- Каркасное домостроение
- Теплоизоляция трубопроводов и оборудования
- Строительство автомобильных дорог
- Теплоизоляция кровли, чердаков и мансард
- Дорожное строительство
- Стяжки перекрытий

## Свойства монолитного пенобетона
| Вид бетона                         | Марка бетона по средней плотности | Класс по прочности на сжатие, не менее | Коэффициент теплопроводности в сухом состоянии Вт/м⁰C | Морозостойкость циклы, не менее |
| ---------------------------------- | --------------------------------- | -------------------------------------- | ----------------------------------------------------- | ------------------------------- |
| Теплоизоляционный                  | D200                              | Не нормируется                         | 0.05                                                  | Не нормируется                  |
| Теплоизоляционный                  | D300                              | Не нормируется                         | 0.065                                                 | Не нормируется                  |
| Теплоизоляционный                  | D400                              | B0.5                                   | 0.085                                                 | F15                             |
| Конструкционно — теплоизоляционный | D600                              | B1                                     | 0.15                                                  | F15                             |

## Достоинства
- негорючесть
- долговечный материал
- технологичный материал
- экологичность используемых материалов
- является постоянно сохнущим и набирающим прочность материалом
- низкая сорбционная влажность
- низкая гигроскопичность

## Недостатки
- Требует обязательного использования защитных слоев покровного материала
- Поскольку материал готовят на месте, то зачастую не проводят контроль качества

## История возникновения монолитного пенобетона
Проблемой получения и использования пенобетона занимаются с начала прошлого века и, прежде всего, в Швеции, Германии и Советском Союзе. Что касается легкого монолитного неавтоклавного теплоизоляционного пенобетона, то наиболее интересные научно-исследовательские работы, да и практическое применение имело место в 30-е годы в Советском Союзе. В послевоенный период разработки по монолитному пенобетону были в основном свернуты. Получение сверхлёгких теплоизоляционных марок неавтоклавного монолитного пенобетона плотностью 200 кг/м3 в России впервые было достигнуто в конце 90-х годов.

## Галерея

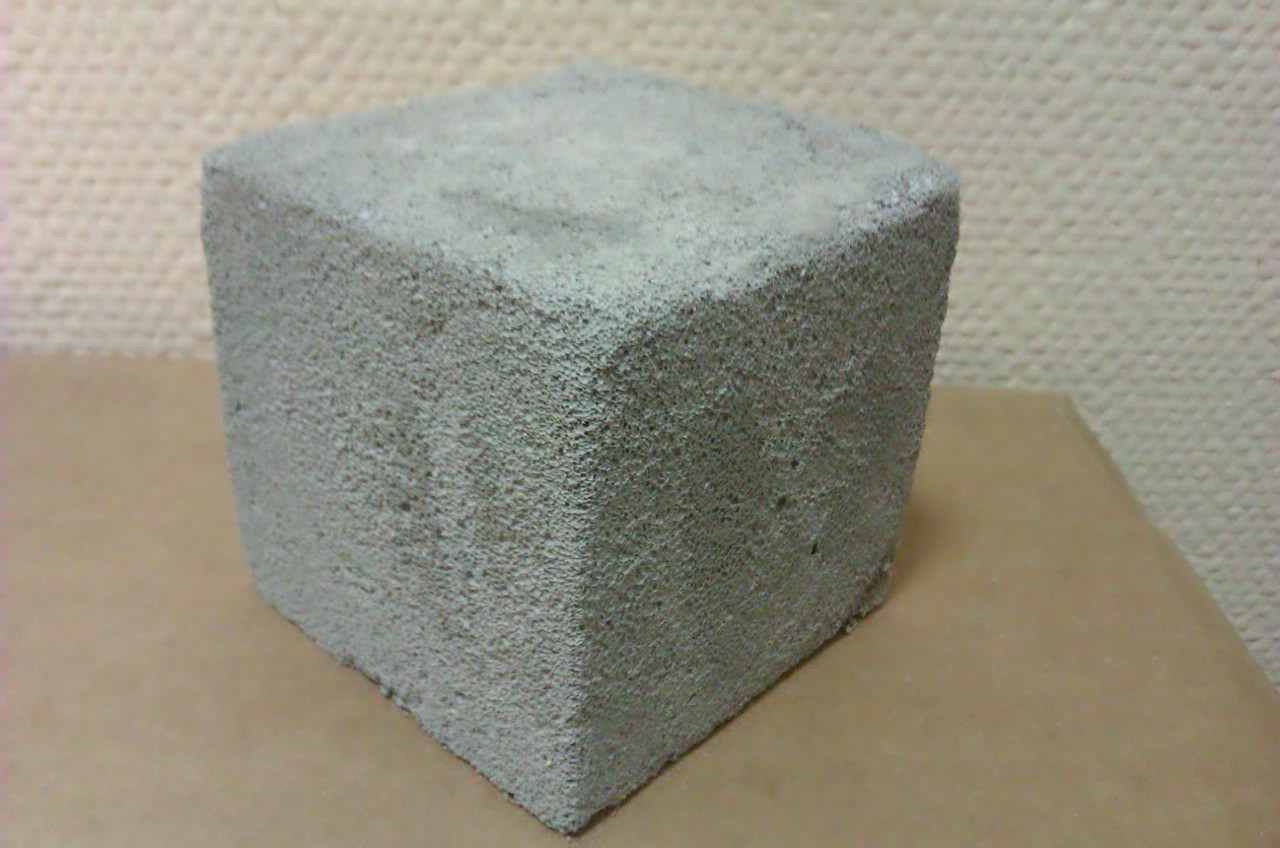
Кубик монолитного пенобетона заливаемый в качестве контрольной пробы
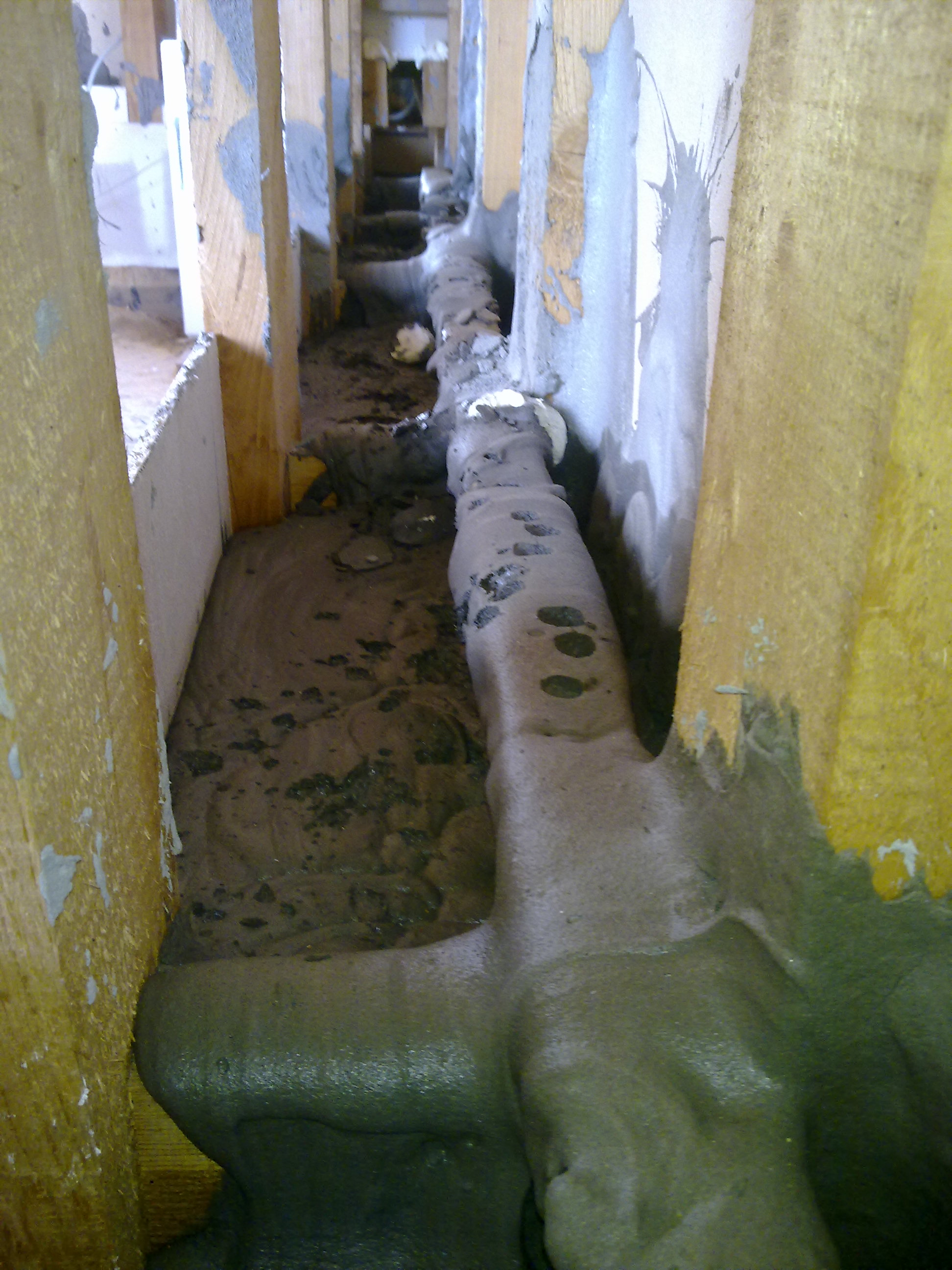
Монолитный пенобетон в каркасных стенах
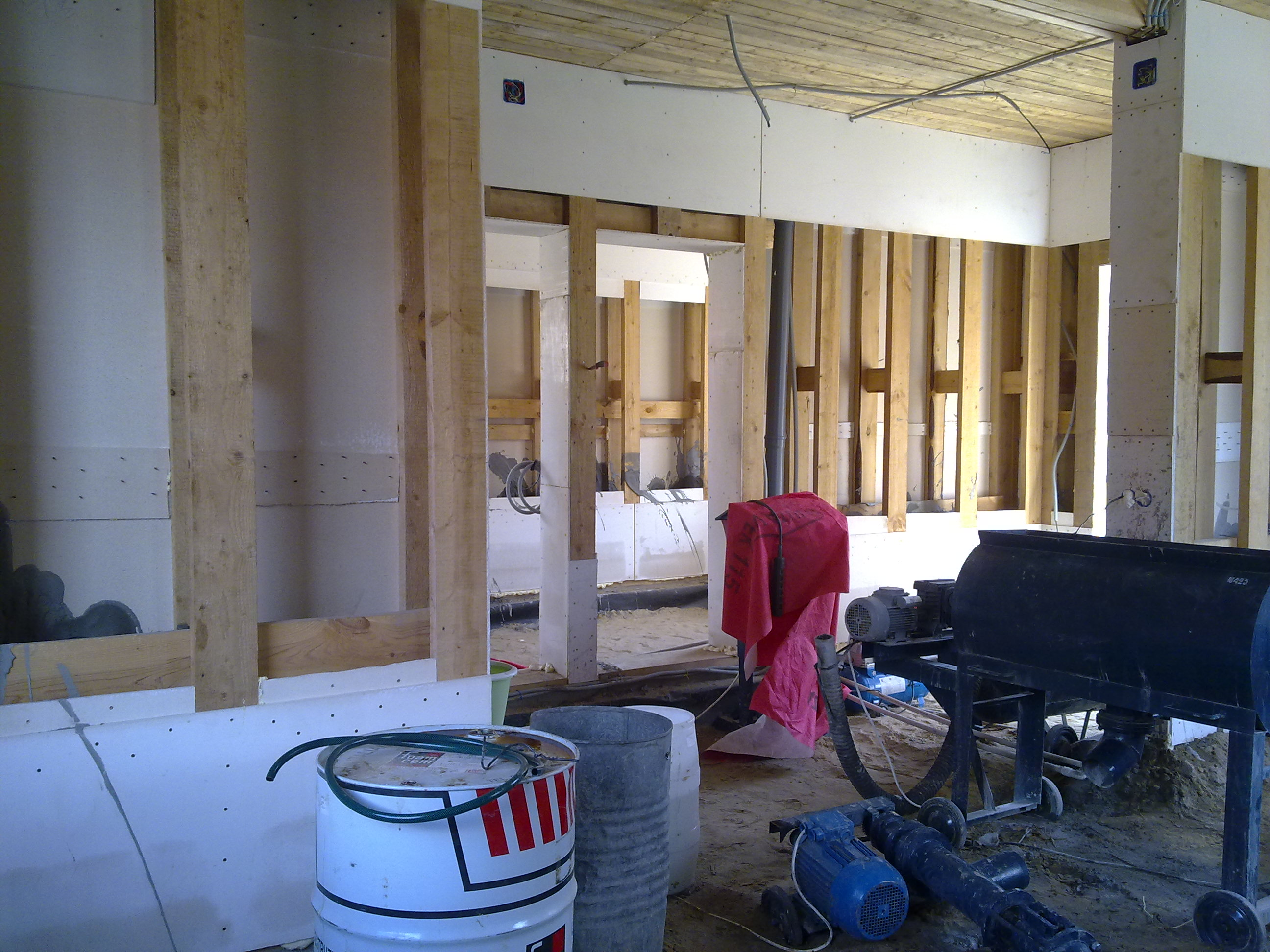
Установка по заливке монолитного пенобетона на стройплощадке каркасного дома.
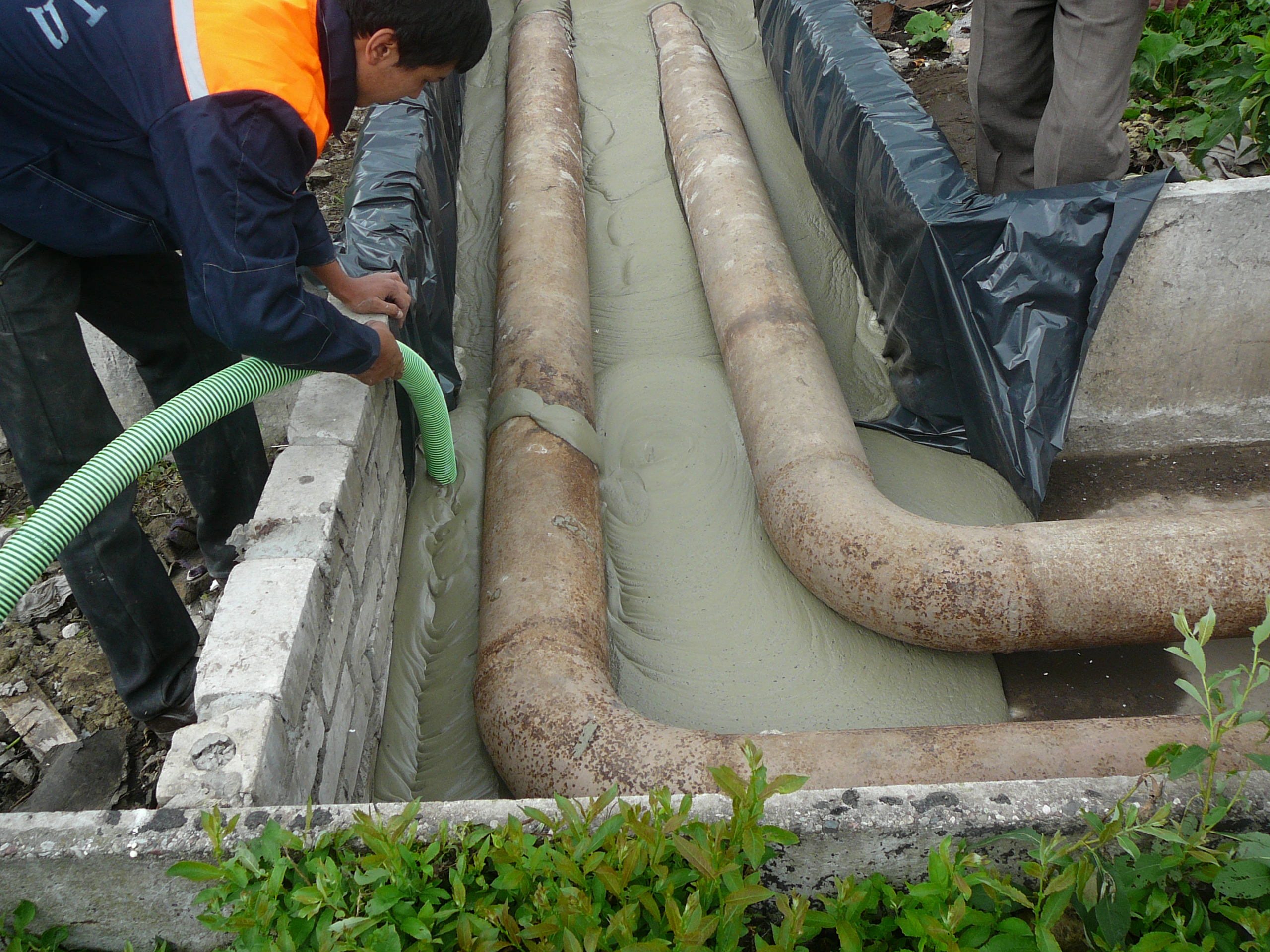
Утепление монолитным пенобетоном трубопроводов

## Государственные стандарты (ГОСТы) и своды правил (СП)
- ГОСТ 25485—2019 Бетоны ячеистые. Технические условия.
- СП 70.13330.2012 Несущие и ограждающие конструкции (актуализированная редакция СНиП 3.03.01-87)Включает требования к монтажу и устройству конструкций из ячеистых бетонов, в том числе монолитного пенобетона.
- СП 293.1325800.2017 Конструкции фасадные светопрозрачные с использованием стеклопакетов и стеклянных профилей. Правила проектирования, монтажа и контроля качества Рассматривает вопросы использования ячеистых бетонов в сочетании с современными фасадными системами.
- Свод правил СП 339.1325800.2017 Правила проектирования конструкций из ячеистых бетонов.
- СП 50.13330.2012: Тепловая защита зданий (актуализированная редакция СНиП 23-02-2003).
- СП 70.13330.2012: Несущие и ограждающие конструкции (актуализированная редакция СНиП 3.03.01-87). Данный свод правил включает положения и требования к возведению конструкций из пенобетона и ячеистых бетонов, используемых в строительстве зданий и сооружений.
- ТР ТС 042/2011 Техрегламент Таможенного союза "О безопасности зданий и сооружений" Документ регулирует общие требования к качеству и безопасности строительных материалов, включая монолитный пенобетон.